# Bicyklo(1.1.1)pentan
Bicyklo[1.1.1]pentan je organická sloučenina a nejjednodušší můstková bicyklická sloučenina, uhlovodík se souhrnným vzorcem C5H8.
Bicyklo[1.1.1]pentan vykazuje velmi vysoké kruhové napětí.

## Použití

[1.1.1]propelan

Kenneth B. Wiberg a Frederick Walker použili bicyklo[1.1.1]pentan na přípravu [1.1.1]propelanu.
Struktura bicyklo[1.1.1]pentanu umožnila jeho využití jako bioisosteru fenylových skupin.